# Gaashtc'eeng'aading-kiiyaahaang
Gaashtc'eeng'aading-kiiyaahaang (yew-sticks out-place banda), jedna od bandi Kato Indijanaca, porodica Athapaskan, sa South Fork Eel Rivera u sjeverozapadnoj Kaliforniji. Jedino poznato selo bilo im je Gaashtc'eeng'aading ("Yew Tree Sticks Out Place"). 

## Vanjske poveznice
- Cahto Band Names